# بايبر ماريو (سلسلة ألعاب فيديو)
بايبر ماريو (بالإنجليزية: Paper Mario)‏ هي سلسلة فرعية لألعاب الفيديو من امتياز ماريو، طورتها إنتيليجنت سيستمز ونشرتها نينتندو. تجمع السلسلة عناصر من أنواع تقمص الأدوار والحركة والمغامرة مع جوانب أخرى من ألعاب الألغاز. تتبع الألعاب نسخة مقطوعة من الورق من ماريو، بمساعدة حلفاء آخرين أحيانًا، في محاولة لهزيمة الخصم الأساسي، باوزر بالإضافة إلى الخصوم الآخرين. تم إصدار اللعبة الأولى، بايبر ماريو، على نينتندو 64 في عام 2000، وتم إصدار أحدث لعبة، بايبر ماريو: ذا أوريغامي كينغ، على نينتندو سويتش في عام 2020.
بعد أن أسس تورو ناريهيرو شركة إنتيليجنت سيستمز، كانت نينتندو تخطط لإصدار خليفة لـ سوبر ماريو أر بي جي، والذي قامت نينتندو بتطويرها من خلال إنتيليجنت سيستمز. ومع ذلك، أدت التغييرات في التطوير إلى أن تصبح اللعبة بايبر ماريو، وهو عنوان مستقل. تلقت أول لعبتين في السلسلة إشادة من النقاد، وتمت الإشادة بقصتهم وشخصياتهم وطريقة لعبهم الفريدة. تلقت السلسلة لاحقًا عدة أجزاء.
على الرغم من استقبال الألعاب المبكرة في السلسلة بشكل جيد، أراد كينسوكي تنابي الحفاظ على أسلوب كل لعبة، مثل النوع والقتال، مختلفًا عن اللعبة السابقة. أدى ذلك إلى انتقال السلسلة ببطء من ألعاب تقمص الأدوار إلى المزيد من نوع المغامرات والحركة. على الرغم من ذلك، لا تزال بعض عناصر تقمص الأدوار موجودة لاحقًا في السلسلة. الشكل الجديد للألعاب، بدءًا من بايبر ماريو: ستيكر ستار فصاعدًا، تلقى استقبالًا مختلطًا، مع شكاوى تتعلق بأسلوب النوع الجديد ولكن مدحًا للكتابة والشخصيات والموسيقى والصور الجمالية الورقية المعاد تصورها.

## أسلوب اللعب
| 2000 | بايبر ماريو                    |
| 2001 |                                |
| 2002 |                                |
| 2003 |                                |
| 2004 | بايبر ماريو: ذا ثاوزند-يير دور |
| 2005 |                                |
| 2006 |                                |
| 2007 | سوبر بايبر ماريو               |
| 2008 |                                |
| 2009 |                                |
| 2010 |                                |
| 2011 |                                |
| 2012 | بايبر ماريو: ستيكر ستار        |
| 2013 |                                |
| 2014 |                                |
| 2015 | ماريو أند لويجي: بايبر جام     |
| 2016 | بايبر ماريو: كولر سبلاش        |
| 2017 |                                |
| 2018 |                                |
| 2019 |                                |
| 2020 | بايبر ماريو: ذا أوريغامي كينغ  |

في كل لعبة، يُكلف ماريو بمهمة استكشاف مملكة الفطر؛ تقسم كل لعبة المملكة إلى عدد من المناطق القابلة للاستكشاف، والمعروفة باسم العوالم، والتي تحتوي على ألغاز وعناصر تفاعلية، مثل العقبات التي يتعين على ماريو الوصول إليها بمطرقته، التي يجب استكمالها للتقدم في القصة. هذه المواقع، المصممة لتبدو وكأنها مصنوعة من الورق، تحتوي على عملات ومقتنيات، وشخصيات غير قابلة للعب (NPCs) يمكن التحدث إليها. تتميز جميع الألعاب باستثناء سوبر بايبر ماريو بنظام قتال قائم على تقمص الأدوار، حيث يتناوب ماريو وخصم على مهاجمة بعضهم البعض.

القتال القائم على الأدوار كما هو موضح هنا في لعبة بايبر ماريو: ذا ثاوزند-يير دور.

تتميز أول لعبتين، بايبر ماريو وبايبر ماريو: ذا ثاوزند-يير دور، بعناصر مشابهة لتلك الموجودة في لعبة فيديو تقمص الأدوار (RPG). سيواجه ماريو العديد من الحلفاء الذين سينضمون إليه في رحلته ويمكنهم المساعدة في إكمال المهام في العوالم أو المساعدة في القتال. تشبه لعبة كومبات تلك الموجودة في ألعاب آر بي جي الأخرى؛ عندما يواجه ماريو وحلفاؤه الحاضرون الآخرون عدوًا في العالم الآخر، فإنهم سيدخلون في مرحلة القتال. يمكن لماريو وحلفائه إما تنفيذ هجوم منتظم، حيث يقومون بضغطة زر على وحدة التحكم لإحداث المزيد من الضرر، أو استخدام هجوم خاص، يكون أكثر قوة ولكنه يستخدم نقاط الزهرة (FP)، وهي إحصائية داخل اللعبة، عند استخدامها. عند هزيمة العدو، تتم مكافأة نقاط الخبرة (المعروفة في اللعبة باسم نقاط النجوم، أو SP)، مما يجعل ماريو وحلفائه أكثر قوة مع استمرارهم. يمكن العثور على ترقيات الهجمات الخاصة في العالم الخارجي.
تختلف لعبة سوبر بايبر ماريو نفسها عن نوع ألعاب تقمص الأدوار، بدلاً من كونها لعبة منصة. على عكس اللعبتين السابقتين اللتين تستخدمان نظام القتال القائم على الأدوار، لم يدخل ماريو مرحلة القتال وبدلاً من ذلك يقاتل العدو في العالم الآخر في الوقت الحقيقي. لا يزال يتم منح XP لهزيمة الأعداء. على الرغم من أن ماريو لا يقاتل جنبًا إلى جنب مع الشركاء الفريدين، إلا أن لويجي، وأميرة بيتش، وباوزر قابلة للعب وهي جزء من حفلة ماريو. بالإضافة إلى ذلك، يمكن استدعاء واستخدام الحلفاء المعروفين باسم بيكسلز، الذين يمنحون قدرات إضافية مفيدة في القتال ولعبور المستويات.
بدءًا من بايبر ماريو: ستيكر ستار، فإن ألعاب بايبر ماريو موجهة أكثر نحو نوع المغامرات والحركة. تم تقليل عناصر آر بي جي، مثل XP، والحلفاء، ومؤامرة معقدة، بدلاً من ذلك، تعتمد الألعاب بشكل أكبر على عناصر حل الألغاز، وعلى الرغم من أن القتال لا يزال قائمًا على الأدوار، إلا أن كل لعبة لها عنصر إستراتيجي فريد بدلاً من XP.

## الألعاب

### السلسلة الرئيسية

#### بايبر ماريو (2000)
بايبر ماريوهي لعبة فيديو تقمص الأدوار (RPG) تم إصدارها لـ نينتندو 64 في عام 2000 في اليابان، و2001 في جميع أنحاء العالم. شهدت اللعبة أيضًا إعادة إصدار متعددة، وبالتحديد على آي كوي بلاير في عام 2004، والـ فرتشول كونسول الخاص بالـ وي في عام 2007، وفرتشول كونسول الخاص بالـ وي يو في عام 2015. في بايبر ماريو، يختطف باوزر الأميرة بيتش وسرق «أرواح النجوم السبعة» و«طريق النجم» ليجعل نفسه لا يقهر. يجب على ماريو بعد ذلك إنقاذ أرواح النجوم المسجونة، وهزيمة العربة وإنقاذ مملكة الفطر.
تركز ألغاز اللعبة على حلفاء ماريو؛ تعتمد معظم الألغاز على مهارات شركاء ماريو، وجميعهم يتمتعون بقدرة فريدة. يواجه ماريو عدة شركاء مع تقدم اللعبة. في القتال، يتمتع ماريو وحلفاؤه بقدرات خاصة، والتي تشغل جزءًا من FP عند إعدامهم. في العالم الآخر، يمكن اكتشاف قدرات أخرى يمكن استخدامها في القتال.

#### بايبر ماريو: ذا ثاوزند-يير دور (2004)
بايبر ماريو: ذا ثاوزند-يير دور هي لعبة فيديو تقمص الأدوار تم إصدارها لـ غيم كيوب في عام 2004. تسلط القصة الضوء على Rogueport، والذي يحتوي على بوابة مغلقة تمتلك ثروة كبيرة. عندما يتورط ماريو وبيتش في الاكتشاف، يتم اختطاف الأميرة من قبل إكس-ناتس، الذين يهدفون أيضًا إلى فتح البوابة. رسائل بيتش بالبريد الإلكتروني لماريو، الذي لم يبلغ عن اختطافها، أنه بحاجة للبحث عن «نجوم الكريستال» السبعة للعثور على الكنز.
تم منح ماريو قدرات خاصة تحت اللعنة، مما يسمح له بأداء حركات خاصة مثل الطي في طائرة ورقية والانزلاق أو الانزلاق في قارب. تجري المعركة على خشبة المسرح أمام جمهور حي؛ إذا كان أداء ماريو جيدًا في المعركة، سيرمي الجمهور عناصر مفيدة على خشبة المسرح أو يلحق الضرر بالخصم. على العكس من ذلك، سيغادر الجمهور إذا كان أداء ماريو سيئًا.

#### سوبر بايبر ماريو (2007)
سوبر بايبر ماريو هي لعبة منصات تقمص أدوار تم إصدارها لـ وي في عام 2007. في اللعبة، يحاول Count Bleck، الخصم الرئيسي، جمع كل «قلوب نقية» التي يمكنه استخدامها لتدمير الكون واستبداله بـ الأمثل. لمنع هذا، ماريو، بمساعدة الأميرة بيتش ولويجي وباوزر وحليف جديد اسمه Tippi، شرع في جمع الثمانية «قلوب نقية».
على عكس الألعاب السابقة، تتميز لعبة سوبر بايبر ماريو بطريقة اللعب التي ترتبط ارتباطًا وثيقًا بالنظام الأساسي بدلاً من لعب الأدوار. ماريو لديه القدرة على التبديل بين 2D و 3D، والتي تقوم بتدوير الكاميرا 90 درجة لتغيير منظور اللعبة. عندما يقوم بتبديل الأبعاد، تصبح العناصر المخفية الأخرى متاحة. يتم مساعدة ماريو أيضًا من قبل حلفاء آخرين يطلق عليهم "Pixls"، ولكل منهم قدرات مختلفة. على سبيل المثال، يسمح Pixl Thoreau لماريو بالتقاط الأشياء ورميها. بدلاً من امتلاك نظام قتال قائم على الأدوار، تدور المعارك في العالم الآخر في الوقت الفعلي، وعند النصر يتم منح ماريو XP.

#### بايبر ماريو: ستيكر ستار (2012)
بايبر ماريو: ستيكر ستار هي لعبة فيديو متعددة الأنواع تم إصدارها لجهاز نينتندو 3دي أس في عام 2012. في ستيكر ستار، تحتفل مملكة الفطر بمهرجان الملصقات، وهو حدث سنوي حيث يمكن للمقيمين الحصول على Sticker Comet والحصول على رغباتهم من خلال Royal Stickers في الداخل المذنب. ومع ذلك، يظهر باوزر ويدمر المذنب، وينثر الملصق الملكي الستة في جميع أنحاء المملكة. ماريو، المتحالف مع ملصق اسمه Kirsti، ابحث عن الملصقات المفقودة لإصلاح Sticker Comet.
تعتمد طريقة اللعب في ستيكر ستار بشكل كبير على الملصقات، والتي يمكن العثور عليها عالقة في العالم الخارجي، أو شراؤها من المتاجر داخل اللعبة باستخدام العملات المعدنية كعملة، أو استلامها من الشخصيات غير القابلة للعب أخرى. في القتال، يحدد ماريو تصرفاته مسبقًا باستخدام الملصقات، على سبيل المثال، يسمح «ملصق الانتقال» لماريو بالقفز والدوس على أعدائه. ملصقات أخرى، تسمى «ملصقات الأشياء»، تشبه كائنات العالم الحقيقي التي يمكن استخدامها إما لحل الألغاز في العالم الآخر أو استخدامها كهجوم قوي ضد الأعداء في القتال. إلى جانب استخدام الملصقات، يمكن أن يدخل ماريو في حالة من «الورق»، حيث يضع مسطحًا ويكشف أسرارًا غير مرئية في زاوية الكاميرا العادية.

#### بايبر ماريو: كولر سبلاش (2016)

مع الرسومات عالية الدقة (HD) على جهاز وي يو، تم التأكيد على الشكل الجمالي للورق من كولر سبلاش وما بعده. تم إعطاء ماريو مخططًا أبيض الذي نشأ في ماريو أند لويجي: بايبر جام.

بايبر ماريو: كولر سبلاش هي لعبة فيديو متعددة الأنواع تم إصدارها لـ وي يو في عام 2016. في اللعبة، يكتشف ماريو وبيتش ضفدعًا مليئًا بالألوان، مما دفعهم إلى الإبحار إلى Prism Island للتحقيق في الغرابة. بعد ملاحظة أن الجزيرة قد تم تجفيف لونها أيضًا، طلب منهم هيوي الذي يشرح كيف تعطي النجوم الستة الكبيرة للون الجزيرة، لكن النجوم الستة مبعثرة، ليتم الكشف عنها لاحقًا بسبب العربة. انطلق ماريو، بمساعدة هيوي، لاسترداد نجوم الطلاء الكبيرة.
يستمر كولر سبلاش مع عناصر معينة من طريقة اللعب تم تقديمها في ستيكر ستار. ماريو مجهز بمطرقة طلاء. عندما يصطدم بشيء ما في العالم الآخر، يتم تلوين كائن غير ملون ويكافئ أشياء مثل العملات المعدنية. نظرًا لضرورة الطلاء لاستخدام المطرقة، يمكن العثور على حاويات من الطلاء الأحمر والأصفر والأزرق بضرب الأشياء بالمطرقة. يمكن للاعب استخدام وي يو جيم باد الذي يسمح لماريو باستخدام قدرة «الفصل»، والتي تقشر جزءًا من البيئة وتكشف عن المواقع التي لم تكن مرئية من قبل. للانخراط في القتال، يستخدم ماريو بطاقات تشبه إلى حد كبير ستيكر ستار، تحدد مسبقًا قدرة ماريو التي سيستخدمها أو كيف سيهاجم العدو. يمكن جمع البطاقات في العالم الآخر أو شراؤها في المتاجر. «بطاقات الأشياء» موجودة أيضًا، والتي لها وظيفة مشابهة لـ ستيكرات الأشياء في ستيكر ستار.

#### بايبر ماريو: ذا أوريغامي كينغ (2020)
بايبر ماريو: ذا أوريغامي كينغ هي لعبة فيديو متعددة الأنواع تم إصدارها لجهاز الـ نينتندو سويتش في عام 2020. عندما يتوجه ماريو ولويجي إلى Toad Town في مملكة الفطر، يجدون المدينة مهجورة. عندما دخلوا قلعة الأميرة، اكتشفوا أن بيتش مطوية في أوريغامي وغسل دماغ من قبل King Olly، مع العديد من السكان الآخرين، بما في ذلك باوزر، الذين واجهوا نفس المصير. يغطي الملك أولي القلعة بستة شرائط زخرفية ويخرج ماريو بمساعدة شقيقة أولي أوليفيا لتدمير اللافتات وهزيمة أولي.
على عكس ستيكر ستار وكولر سبلاش، تعيد اللعبة تقديم بعض عناصر RPGs. على سبيل المثال، تمت إعادة تقديم الحلفاء، لكن لا يخدمون نفس القدر من الفائدة مقارنة بأول لعبتين في السلسلة. يمتلك ماريو قدرة تسمى «الألف طية بالأسلحة»، والتي تمنحه أذرع كبيرة الحجم يمكن استخدامها لتمزيق أجزاء من البيئة لكشف الأسرار. بالإضافة إلى ذلك، تم إعطاؤه كيس من قصاصات الورق، والذي يستخدم لملء الثقوب الفارغة من العالم العلوي. يركز القتال أيضًا على حل الألغاز، باستخدام ميدان قتال دائري؛ الدائرة مقسمة إلى حلقات، ويمنح اللاعب الوقت لتدوير الحلقات أفقيًا وعموديًا في محاولة لضبط الأعداء لإحداث المزيد من الضرر.

### ألعاب أخرى

#### ماريو أند لويجي: بايبر جام (2015)
ماريو أند لويجي: بايبر جام هي لعبة فيديو تقمص الأدوار تم تطويرها بواسطة ألفا دريم ونشرتها نينتندو بجهاز نينتندو 3دي أس في عام 2015. اللعبة عبارة عن تقاطع بين سلسلة بايبر ماريو وسلسلة فرعية أخرى من نيتنندو، ماريو أند لويجي. في بايبر جام، طرق لويجي بطريق الخطأ كتابًا في مكتبة قلعة بيتش التي تحتوي على عالم بايبر ماريو. بعد أن انتشر سكان بايبر ماريو في جميع أنحاء مملكة الفط ، يتعاون كل من باوزر من كلا الكونين لاختطاف كلا النوعين من بيتش. يتعاون ماريو ولويجي مع بايبر ماريو لهزيمة اثنين من باوزر واستعادة كلتا المملكتين.
يعد بايبر جام أكثر توجهاً نحو طريقة اللعب من سلسلة ماريو أند لويجي. يتحكم اللاعب في ماريو ولويجي وبايبر ماريو؛ يمكن لماريو ولويجي أداء أفعالهما المعتادة، ويمكن لـ بايبر ماريو القيام بأفعال شبيهة بالورق مثل الانطواء إلى shuriken في المعركة. في القتال، يمكنه عمل نسخ متعددة لنفسه، مما يؤدي إلى إنشاء كومة كبيرة تتسبب في المزيد من الضرر كهجوم خاص.

### ألعاب متعلقة
ظهرت العديد من عناصر بايبر ماريو في سلسلة ألعاب القتال سوبر سماش برذرز. أبرزها مرحلة «بايبر ماريو»، وهي خريطة تعتمد على ألعاب متعددة في السلسلة؛ تطوى المرحلة في مناطق متعددة بموضوعات ألعاب معينة، مثل ستيكر ستار وذا ثاوزند-يير دور. ظهرت الخريطة لأول مرة في سوبر سماش برذرز فور نينتندو 3دي إس و وي يو في عام 2014، وظهرت لاحقًا في سوبر سماش برذرز ألتميت في عام 2018. بالإضافة إلى ذلك، يتميز ألتميت بوجود "Spirits" - مقتنيات داخل اللعبة تمثل شخصيات ألعاب فيديو متنوعة تعتمد على شخصيات من السلسلة. آخرها كانت ثلاث شخصيات من ذا أوريغامي كينغ في أغسطس 2020.

## التطوير

### تأسيس إنتيليجنت سيستمز، بايبر ماريو، ذا ثاوزند-يير دور (1984-2004)

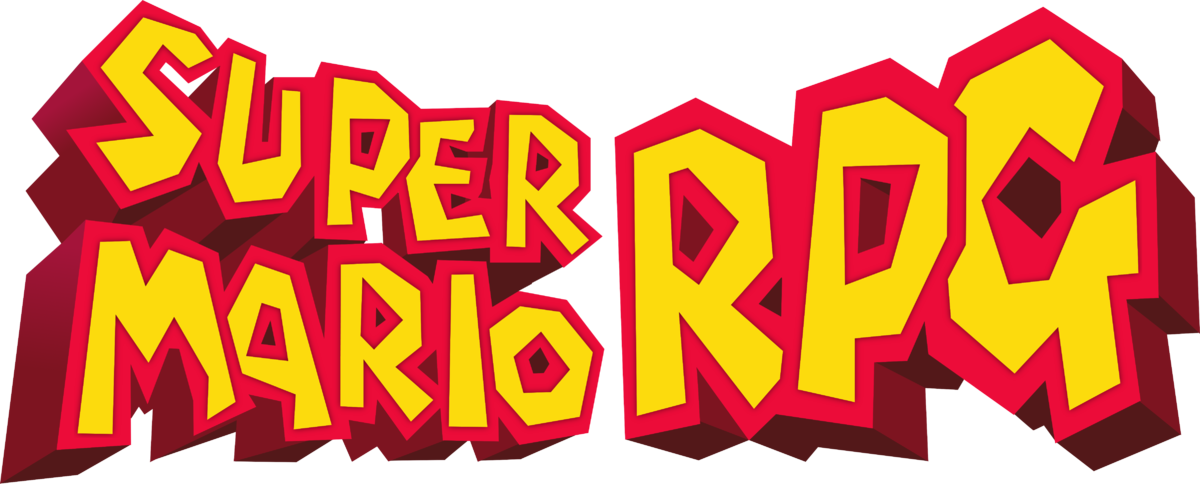
شعار لعبة سوبر ماريو أر بي جي؛ بايبر ماريو هو الخليفة الروحي لسوبر ماريو أر بي جي.

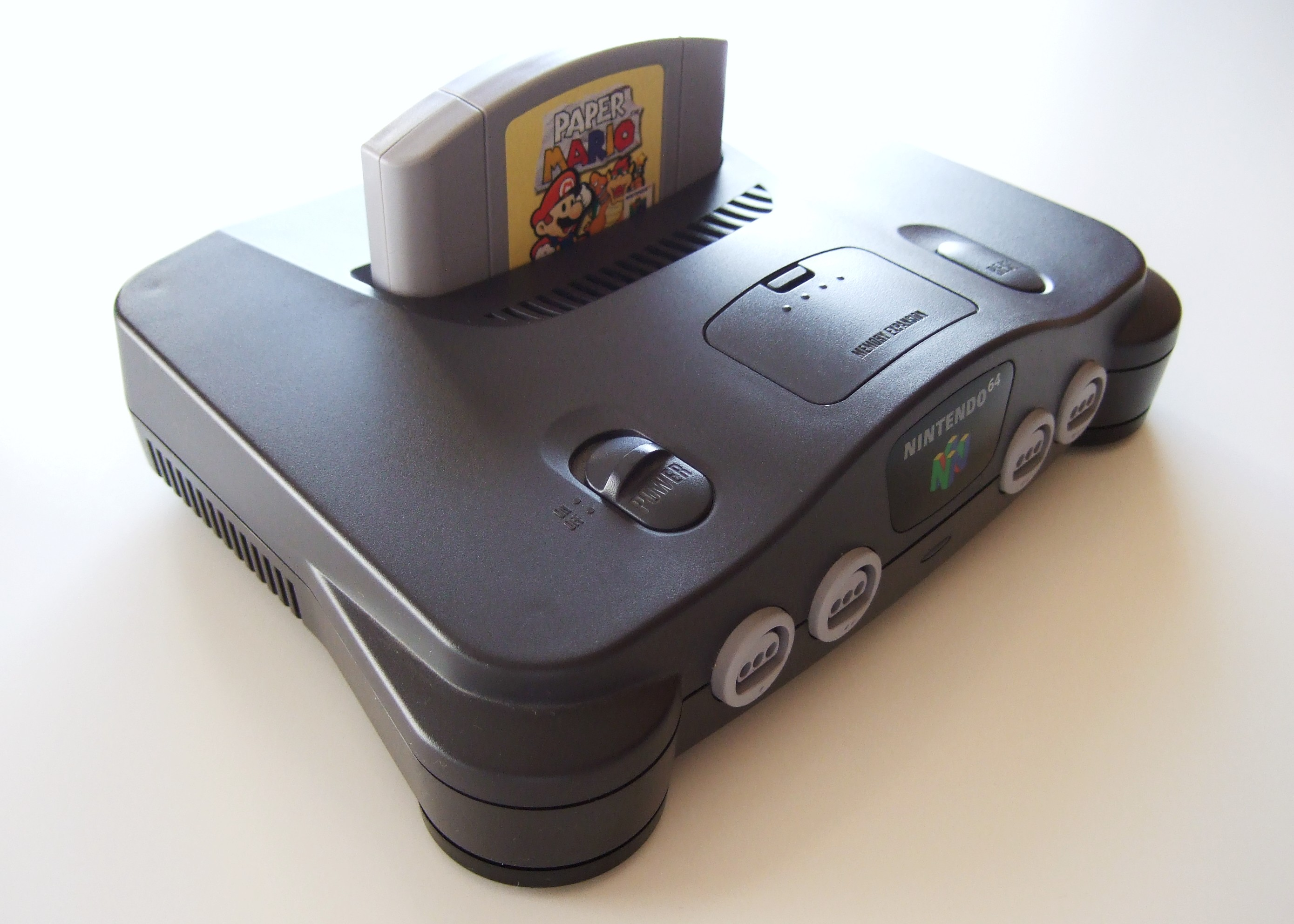
خرطوشة بايبر ماريو داخل نظام نينتندو 64

أسس تورو ناريهيرو إنتيليجنت سيستمز بمفرده بعد أن تم تعيينه كموظف من قبل نينتندو لنقل الألعاب على نظام قرص فاميكوم إلى الخراطيش. واصلناريهيرو تطوير ألعاب ناجحة مثل سلسلة وارز وفاير إمبلم، والتي سمحت له بتوسيع شركته مع المزيد من الفنانين والمطورين.
كانت لعبة سوبر ماريو أر بي جي، التي صدرت على سوبر نينتندو، أول لعبة أر بي جي من نينتندو وتم تطويرها بواسطة سكوير. استخدم سكوير آليات اللعب التجريبية، مثل الضغط على الأزرار الموقوتة لإحداث المزيد من الضرر في القتال، لمحاولة تسهيل اهتمام المعجبين بهذا النوع. على الرغم من أن نينتندو أرادت سكوير لإنشاء لعبة أر بي جي أخرى، فقد وقعت سكوير فيما بعد صفقة مع سوني إنتراكتيف إنترتينمنت لإنشاء فاينل فانتازي 7 على بلاي ستيشن الأصلي، لذلك قامت نينتندو بدلاً من ذلك بإنشاء نظام أر بي جي لأحدث جهاز، وهو نينتندو 64. بدأ تطوير اللعبة بعد وقت قصير من إصدار الجهاز في اليابان. تم التخطيط للعبة، التي أنتجها شيغيرو مياموتو، لتكون تكملة لـ سوبر ماريو أر بي جي بعنوان سوبر ماريو أر بي جي 2، واستخدمت أسلوب رسومات مشابهًا للعبة السابقة. تم إعداد اللعبة للإصدار على 64 دي دي، وهو محرك أقراص إضافي لجهاز نينتندو 64. قام ناوهيكو أوياما، المصمم الفني للعبة، في وقت لاحق بتحويل الرسومات إلى أسلوب يشبه الورق لأنه يعتقد أن اللاعبين قد يفضلون لعبة ذات تصميمات شخصية ثنائية الأبعاد «جذابة» بدلاً من لعبة أخرى ذات رسومات ثلاثية الأبعاد منخفضة المضلع. استغرق التطوير أربع سنوات وتم إصدارها في أغسطس 2000، قرب نهاية دورة حياة الجهاز مع اقتراب إعلان نينتندو غيم كيوب. كانت اللعبة بعنوان ماريو ستوري في اليابان ولكن تم تغييرها إلى بايبر ماريو لإصدار أمريكا الشمالية.
في مؤتمر مطوري الألعاب لعام 2003، أعلنت نينتندو عن التكملة المباشرة للعبة السابقة بعنوان بايبر ماريو: ذا ثاوزند-يير دور. كان للعبة عرض تجريبي قابل للعب في معرض الترفيه الإلكتروني 2004، وتم إصدارها في أوقات مختلفة في عام 2004 في جميع أنحاء العالم. تُعرف اللعبة باسم بايبر ماريو أر بي جي في اليابان. بحلول الوقت الذي تم فيه إصدار اللعبة، تم إنشاء سلسلة جديدة من ألعاب ماريو أر بي جي لأنظمة نينتندو المحمولة؛ طور المطور ألفادريم غيمز أول لعبة في سلسلة ماريو أند لويجي، حيث أطلق ماريو أند لويجي: سوبرستار ساجا على غيم بوي أدفانس في عام 2003. استوحى كينسوكي تنابي، المشرف على ذا ثاوزند-يير دور، وريزا تاباتا الإلهام من مياموتو لتقديم مفاهيم لعب مختلفة لصنعها لجعل المسلسلة أكثر تسلية. في مقابلة عام 2020، أقر تنابي بصعوبة الحفاظ على الحافز عندما تكون كل لعبة في السلسلة متشابهة، مما دفعهم لاستكشاف تغييرات أكبر في طريقة اللعب وفريق التصميم في كل لعبة.

### التغيير في النوع والمفاهيم والفلسفة (2006 إلى الوقت الحاضر)

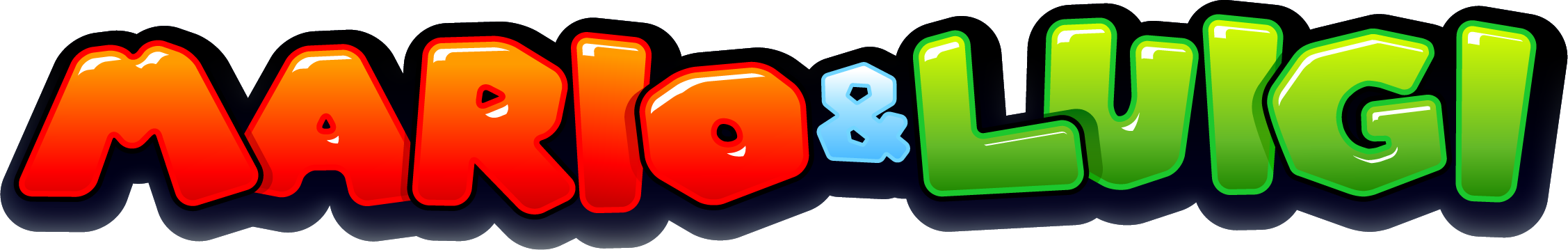
كانت سلسلة ماريو أند لويجي (شعار السلسة في الصورة) هي البديل المقصود لألعاب ماريو تقمص الأدوار.

بالنسبة لـ سوبر بايبر ماريو، أراد مدير اللعبة ريوتا كاوادي أن يفاجئ عشاق السلسلة بمفاهيم جديدة لم تظهر في الألعاب السابقة. عندما تم تصور فكرة القدرة على التبديل من خلال ثنائية وثلاثية الأبعاد، قدم الفكرة إلى المنتج الجديد، كينسوكي تنابي. عندما وافق، اتفق كلاهما على أن الفكرة ستعمل بشكل جيد كلعبة فيديو أكشن ومغامرة بدلاً من لعبة آر بي جي، كما تم تقديم قتال في الوقت الحقيقي لتناسب الفكرة؛ على الرغم من التغييرات، طلب من الكتاب إبقاء الحبكة مشابهة لتلك الخاصة بلعبة تقمص الأدوار. في معرض الترفيه الإلكتروني لعام 2006، تم الإعلان عن سوبر بايبر ماريو كواحدة من آخر الألعاب المخطط إصدارها على غيم كيوب. ومع ذلك، تم نقل اللعبة إلى وي في منتصف عام 2006، وتم إصدارها في أبريل 2007. نظرًا لأن اللعبة كان من المفترض أن تُلعب على نظام غيم كيوب، فعندما تم تحويلها إلى وي، لم تستفد من عناصر التحكم في وي ريموت.
تم الإعلان عن بايبر ماريو: ستيكر ستار عبر مقطورة في معرض الترفيه الإلكتروني لعام 2010. بعد مقطورات إضافية في معرض الترفيه الإلكتروني لعام 2011 ونينتندو ورلد 2011، تم الإعلان عن اللعبة وعنوانها الرسمي بالكامل في معرض الترفيه الإلكتروني لعام 2012. تم إصدار اللعبة في أواخر عام 2012. نظرًا لأن منشئ ماريو مياموتو لم يعد منتج السلسلة، فقد طلب من المطورين عدم إنشاء أي شخصيات أو حلفاء جدد وبدلاً من ذلك استخدموا شخصيات موجودة مسبقًا محددة بالفعل في سلسلة ماريو. طلب منهم مياموتو أيضًا جعل القتال أكثر اختلافًا عن ذا ثاوزند-يير دور، وإزالة معظم عناصر القصة بسبب ردود الفعل المبكرة من المعجبين. بدءًا من ستيكر ستار، تحولت السلسلة لمحاولة الوصول إلى جمهور جديد. منذ ستيكر ستار، منع فريق الملكية الفكرية في نينتندو المطورين من إنشاء شخصيات جديدة أو سمات جديدة بناءً على شخصيات موجودة مسبقًا في سلسلة ماريو. وبسبب هذا، تظهر الشخصيات الشائعة، مثل الضفادع، بدلاً من ذلك.
كانت ألفا دريم غيمز استوحت ماريو أند لويجي: بايبر جام بشكل أساسي من ستيكر ستار؛ أراد المطورون استخدام زر ثالث للتحكم في شخصية ثالثة في عنوانهم الجديد، ورأوا بشكل طبيعي بايبر ماريو ليلائم الدور. تحتوي كل لعبة في السلسلة بدءًا من بايبر ماريو: كولر سبلاش فصاعدًا على مخطط ورقي أبيض حول ماريو؛ احتاج مطورو بايبر جام إلى تمييز الأحرف من السلسلة المنفصلة. كانت لعبة بايبر جام هي آخر لعبة في سلسلة ماريو أند لويجي التي أنشأتها ألفا دريم، تليها لعبتان معادة الإصدار، قبل أن تقدم الشركة بطلب الإفلاس في عام 2019.

نظرًا لأن وي يو تتمتع بقوة رسومية أكبر من الأنظمة السابقة التي أنشأتها نينتندو، فقد أكد تطوير بايبر ماريو: كولر سبلاش على رسومات وعناصر التحكم في وحدة التحكم. جعل الفنانون بناء العالم والرسومات ليبدو مثل الورق والمواد الحرفية، وقد أثرت لعبة وي يو جيم باد بشدة على قتال اللاعبين لأن المطورين وجدوا أن استخدام عناصر التحكم في الحركة أمر ممتع. تم الإعلان عن اللعبة عبر نينتندو دايركت في أوائل عام 2016. بعد ذلك، تلقت اللعبة استقبالًا سلبيًا، حيث شعر المشجعون بالإحباط من استمرار المسلسل في تنسيق نوع الحركة والمغامرة مثل ستيكر ستار. ذكر تنابي أن سلسلة بايبر ماريو ستحل محل ماريو أند لويجي بمعنى ألعاب تقمص الأدوار. كما أشارت مساعدة المنتج ريزا تاباتا إلى أنه من أجل التمييز بين الاثنين، فإن سلسلة بايبر ماريو تفضل التركيز على العناصر غير تقمص الأدوار، مثل «حل الألغاز» و «الفكاهة». تم إصدار اللعبة في جميع أنحاء العالم في أوائل أكتوبر 2016 وأصبحت اللعبة الأقل مبيعًا في السلسلة، ربما بسبب انخفاض مبيعات وي يو والإعلان عن نينتندو سويتش قبل إصدارها.
كان من المقرر الإعلان عن بايبر ماريو: ذا أوريغامي كينغ للاحتفال بالذكرى الخامسة والثلاثين لـ سوبر ماريو برذرز في أوائل سبتمبر، ولكن تم الإعلان عنه في منتصف مايو. بعد التسريبات المبكرة للوصول غير القانوني إلى اللعبة على جهاز الكمبيوتر، تم إصدار اللعبة في جميع أنحاء العالم في منتصف يوليو 2020. كانت لعبة أوريغامي كينغ هي أول لعبة في السلسلة لم يشارك فيها مياموتو بنشاط. على الرغم من عودة بعض الشخصيات البارزة من السلسلة، لا يزال النقاد يشعرون بخيبة أمل بسبب افتقارهم إلى الوظائف. كما تضمنت اللعبة عوالم كبيرة بدلاً من المستويات المستندة إلى الخطية في الألعاب السابقة.
في مقابلة عام 2020 مع وقائع ألعاب الفيديو، أكد تنابي مجددًا أنه ينتبه للنقد العام، لكنه لا يزال يتأكد من أنه لا يتجاهل «اللاعبين العاديين» والمعجبين الجدد للسلسلة. مع وضع ذلك في الاعتبار، ركز ذا أوريغامي كينغ بشكل كبير على حل الألغاز. صرح كيف أنه لا يستطيع إرضاء كل معجب وسط المعجبين المخضرمين الأساسيين واللاعبين العاديين، وبدلاً من ذلك يحاول الانجذاب نحو مفاهيم جديدة، ولهذا السبب استخدمت اللعبة الأوريغامي كموضوع جديد يشبه الورق. كما شرح كيف أن كتابة اللعبة تبقى سريالية لكي تفهمها الأعمار والدول الأخرى. كما أنه منذ ذلك الحين ابتعد أيضًا عن حبكة معقدة بسبب كيفية «قيادة اللعبة بعيدًا عن عالم ماريو»؛ بدلاً من ذلك، ابتكر قصة حيث سيتم ربط الأماكن المختلفة بأحداث محددة لا تُنسى.

## التقييم
| لعبة                           | سنة  | ميتاكريتيك |
| ------------------------------ | ---- | ---------- |
| بايبر ماريو                    | 2000 | 93/100     |
| بايبر ماريو: ذا ثاوزند-يير دور | 2004 | 87/100     |
| سوبر بايبر ماريو               | 2007 | 85/100     |
| بايبر ماريو: ستيكر ستار        | 2012 | 75/100     |
| بايبر ماريو: كولر سبلاش        | 2016 | 76/100     |
| بايبر ماريو: ذا أوريغامي كينغ  | 2020 | 80/100     |

## الملاحظات
1. ↑  تسمى في اليابان ماريو ستوري (بالإنجليزية: Mario Story‎؛ باليابانية: マリオストーリー؟)
2. ↑  تسمى في اليابان بايبر ماريو آر بي جي (بالإنجليزية: Paper Mario RPG‎؛ باليابانية: ペーパーマリオRPG؟)
3. ↑  تسمى في اليابان: بايبر ماريو: سوبر سيل (بالإنجليزية: Paper Mario: Super Seal‎؛ باليابانية: ペーパーマリオスーパーシール؟)
4. ↑  تسمى في اليابان: بايبر ماريو: أوريغامي كينغ (بالإنجليزية: Paper Mario: Origami King‎؛ باليابانية: ペーパーマリオ オリガミキング؟)
5. ↑  تعرف في اليابان بـ ماريو أند لويجي آر بي جي بايبر ماريو ميكس (بالإنجليزية: Mario & Luigi RPG Paper Mario Mix‎؛ باليابانية: マリオ＆ルイージRPG ペーパーマリオMIX؟)
6. ↑  تعرف في أوروبا وأستراليا باسم ماريو أند لويجي: بايبر جام برذرز (Mario and Luigi: Paper Jam Bros.؟)